# (24138) Benjaminlu
(24138) Benjaminlu est un astéroïde de la ceinture principale d'astéroïdes.

## Description
(24138) Benjaminlu est un astéroïde de la ceinture principale d'astéroïdes. Il fut découvert le 4 novembre 1999 à Socorro (Nouveau-Mexique) par le projet LINEAR. Il présente une orbite caractérisée par un demi-grand axe de 2,28 UA, une excentricité de 0,09 et une inclinaison de 6,4° par rapport à l'écliptique.

## Compléments